# Metcalfina hexagona
Metcalfina hexagona är en ryggsträngsdjursart som först beskrevs av Jean René Constant Quoy och Joseph Paul Gaimard 1824.  Metcalfina hexagona ingår i släktet Metcalfina och familjen bandsalper. Inga underarter finns listade i Catalogue of Life.